# Anthony A. Williams
Pour les articles homonymes, voir Anthony Williams (homonymie) et Williams.
Anthony A. Williams, né le 28 juillet 1951 à Los Angeles, est un homme politique américain démocrate. Il est maire du district de Columbia entre 1999 et 2007.

## Biographie
De 2005 à 2007, au cours de son mandat de maire, il embauche Darlene Nipper comme sa conseillère principale sur la question des droits LGBT,.